# 博德芒
博德芒（法語：Baudement，法語發音：[bodmɑ̃]）是法国马恩省的一个市镇，属于埃佩尔奈区。

## 地理
博德芒（48°34'32"N, 3°46'35"E）面积8.57 平方千米，位于法国大東部大區马恩省，该省份为法国东北部内陆省份，北起阿登省，西北接埃纳省，西南接塞纳-马恩省，南至奥布省，东南接上马恩省，东临默兹省。
与博德芒接壤的市镇（或旧市镇、城区）包括：阿勒芒什-洛奈和苏瓦耶、昂格吕尔、巴涅、圣瑞斯特索瓦日、圣康坦勒韦尔热、奥布河畔萨龙。

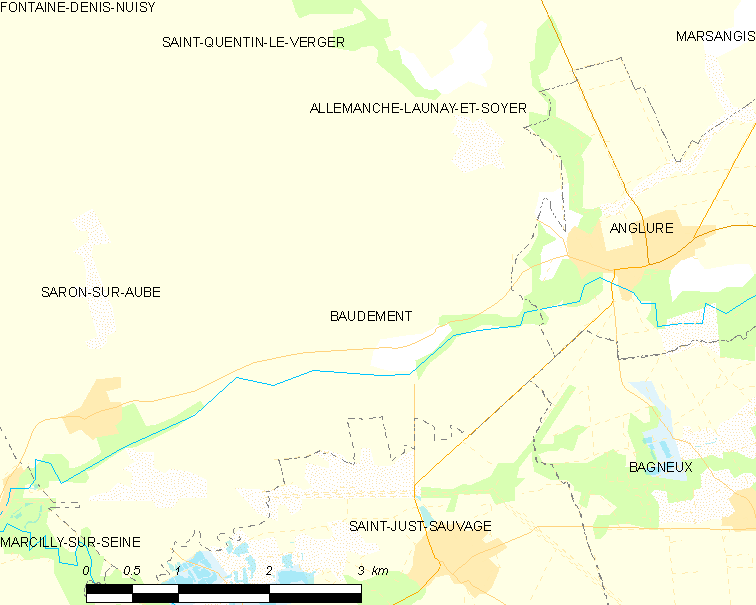
博德芒的OSM定位图

博德芒的时区为UTC+01:00、UTC+02:00（夏令时）。

## 行政
博德芒的邮政编码为51260，INSEE市镇编码为51041。

## 政治
博德芒所属的省级选区为韦尔蒂-香槟平原县。

## 人口

1962-2008年间博德芒人口变化图示

博德芒于2022年1月1日时的人口数量为99人。